# El Sexo de las Madres
El Sexo de las Madres es una película de drama y suspenso argentina de 2013 dirigida por Alejandra Marino.
. Está protagonizada por Victoria Carreras y Roxana Blanco.
Aborda temáticas sensibles y profundas, como la violación, el aborto, y la maternidad elegida. 
Ha recibido variadas distinciones y reconocimientos, cómo;  mejor Película en el Festival de Uruguay CineFem. Fue seleccionada en Fond Sud. 
Viajó por los festivales de; Girona, España y Festival de Amiens, Francia.  
Ganó en los rubros Mejor Actriz Protagónica y Mejor Fotografía, en el Festival Latinoamericano de Cine de Tucumán. También recibió el Premio del Público. en el Festival CineSul Rio de Janeiro. Y Premio del Público en el Festival Latinuy Uruguay. 

## Sinopsis
Ana y Laura son hermanas de la vida. Cada una ha seguido su camino hasta que desde un bello pueblo escondido, Ana hace una desesperada llamada a Laura.
El reencuentro destila alegría, pero merodea y acecha un peligro que ninguna quiere nombrar. Sus hijos adolescentes, Roberta y Juan, se acercan y descubren el secreto de amor y de sangre que une a sus madres
- Victoria Carreras
- Roxana Blanco
- Manina Aguirre
- Carolina  Rodríguez Carreras
- Tahiel Arevalo
- Carolina Jiménez
- Candela Matías
- Juan Carlos Di Lullo
- Ashley Maheus

## Recepción

### Comentarios de la crítica
En el sitio web Todas las críticas, la película posee una aprobación del 50% basado en 12 reseñas. En las críticas recopiladas en Filmafinity España, Diario La Prensa destaca su formato, que pasa por el melodrama y el thriller y asegura que muestra un buen lenguaje narrativo y muy buenas actuaciones. 